# Орлинське
Орли́нське — село Старомлинівської сільської громади Волноваського району Донецької області України.

## Загальні відомості

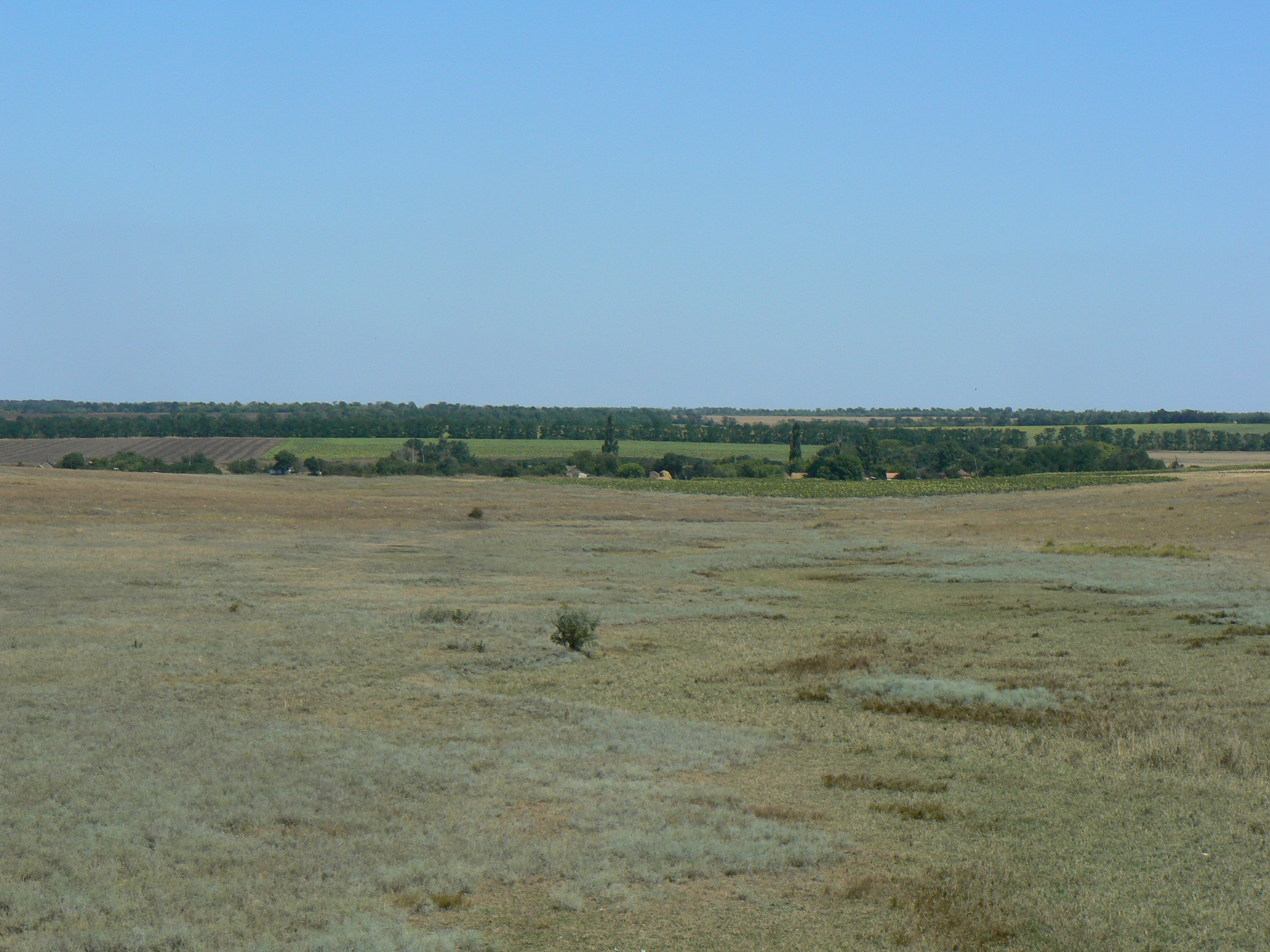
Вид на Орлинське з боку заказника

Територія села межує з землями с. Любимівка Пологівського району Запорізької області. Відстань до Великої Новосілки становить близько 26 км і проходить автошляхом Т 0518. У селі всього одна вулиця — вул. Космонавтів, нумерація будинків зростає з півдня на північ.

## Історія
Село було засноване в 1868 році (в інших джерелах, як рік заснування вказується 1870) лютеранськими поселенцями з маріупольських німецьких колоній. До 1917 року носило назву Ейґенфельд (також Айґенфельд, нім. Eigenfeld), відносилося до Катеринославської губернії, Маріупольського повіту, Майорської (Романівської, Людвігстальської) волості. Лютеранський прихід Людвіґсталь (нім. Ludwigstal). Площа села, за даними від 1911 року, становила 2100 десятин.
7 (20) листопада 1917 року, відповідно до Третього Універсалу Української Центральної Ради, увійшло до складу Української Народної Республіки.  

## Населення
За даними перепису 2001 року населення села становило 173 особи, з них 82,66 % зазначили рідною мову українську та 17,34 % — російську.

## Пам'ятки
- Поблизу села розташований ботанічний заказник місцевого значення Балка Орлинська.
- Ставок із солоною водою